# Malva phoenicea
Malva phoenicea är en malvaväxtart som beskrevs av Friedrich Christoph Wilhelm Alefeld. Malva phoenicea ingår i Malvasläktet som ingår i familjen malvaväxter. Inga underarter finns listade i Catalogue of Life.